# Сражение при Кэмдене
Сраже́ние при Кэ́мдене (англ. Battle of Camden) — одно из сражений между британскими войсками генерала Чарльза Корнуоллиса и американскими войсками генерала Горацио Гейтса на Южном театре войны за независимость США, которое произошло 16 августа 1780 года к северу от города Кэмден в Южной Каролине. Результатом стало одно из самых сокрушительных поражений американской стороны в ходе всего конфликта.
После капитуляции Чарльстона и пленения генерала Линкольна Конгресс назначил генерала Горацио Гейтса новым командиром армии Юга. Гейтс принял под своё командование бригаду Континентальной армии и несколько соединений ополченцев, и с этими силами начал наступать на город Кэмден, надеясь разбить там небольшой британский отряд. Узнав о его наступлении, генерал Корнуоллис выступил из Чарльстона с армией в 2100 человек, и неожиданно столкнулся с армией Гейтса в сосновом лесу севернее Кэмдена. Сражение было недолгим: британские регулярные части сразу же обратили в бегство ополченцев, после чего континентальные полки попали в окружение и были почти полностью уничтожены. На поле боя погиб генерал Де Кальб. Остатки армии отступили в Шарлотт и Хиллсборо, а Корнуоллис смог начать наступление в Северную Каролину. Разгром при Кэмдене положил конец карьере Горацио Гейтса, которому более не доверяли командование армией. В лице Гейтса Джордж Вашингтон лишился своего последнего политического противника.

## Предыстория
В ноябре 1779 года Джордж Вашингтон отправил несколько вирджинских и северокаролинских полков на усиление армии генерала Линкольна в Чарльстоне. Позже, в апреле 1780 года, он узнал, что британцы  перебрасывают дополнительные силы на юг и принял решение отправить к Чарльстону ещё несколько мэрилендских полков и один делавэрский полк. Командовать этим соединением было поручено барону де Кальбу. 16 апреля отряд Де Кальба численностью 1400 человек покинул лагерь Континентальной армии в Морристауне. Этот отряд был разделён на две бригады:
- Бригада Уильяма Смолвуда
  - 1-й Мэрилендский пехотный полк[англ.]
  - 3-й Мэрилендский пехотный полк
  - 5-й Мэрилендский пехотный полк
  - 7-й Мэрилендский пехотный полк
- Бригада Мордехая Джиста[англ.]
  - 2-й Мэрилендский пехотный полк
  - 4-й Мэрилендский пехотный полк
  - 6-й Мэрилендский пехотный полк
  - Делаверский пехотный полк

Армия де Кальба следовала от Филадельфии до Хед-оф-Элк в Мэриленде, оттуда по воде в вирджинский Питерсберг, и далее вступила в Северную Каролину. В этот момент стало известно, что Чарльстон капитулировал; не зная как ему поступить, Де Кальб встал лагерем в округе Гренвилл. Вашингтон решил, что армия Де Кальба может стать ядром, вокруг которого будут группироваться отряды ополчения, но никаких подкреплений не прибыло, поэтому 21 июня де Кальб возобновил марш и 22 июня прибыл в Хиллсборо. Там он простоял неделю, затем снова двинулся на юг, но начал испытывать сложности с транспортом и продовольствием. Неподалёку обнаружилась армия северокаролинского ополчения под командованием Ричарда Кэсвелла: Де Кальб предложил ему присоединиться к нему, однако Кэсвелл предпочёл оставаться независимым командиром. Между тем Конгресс решил назначить нового командира в Южный департамент.
Изначально Южным департаментом командовал генерал Линкольн, но он попал в плен в Чарльстоне, поэтому Де Кальб оказался самым старшим по званию офицером на Юге. Он был иностранцем, его плохо знали в Филадельфии, и у него не было влиятельных друзей, поэтому, хотя Вашингтон хотел видеть на этом посту Натаниеля Грина, Конгресс предпочёл назначить Горацио Гейтса, который прославился победой при Саратоге. Мнение Вашингтона учли, но его совета в этом деле не спросили.

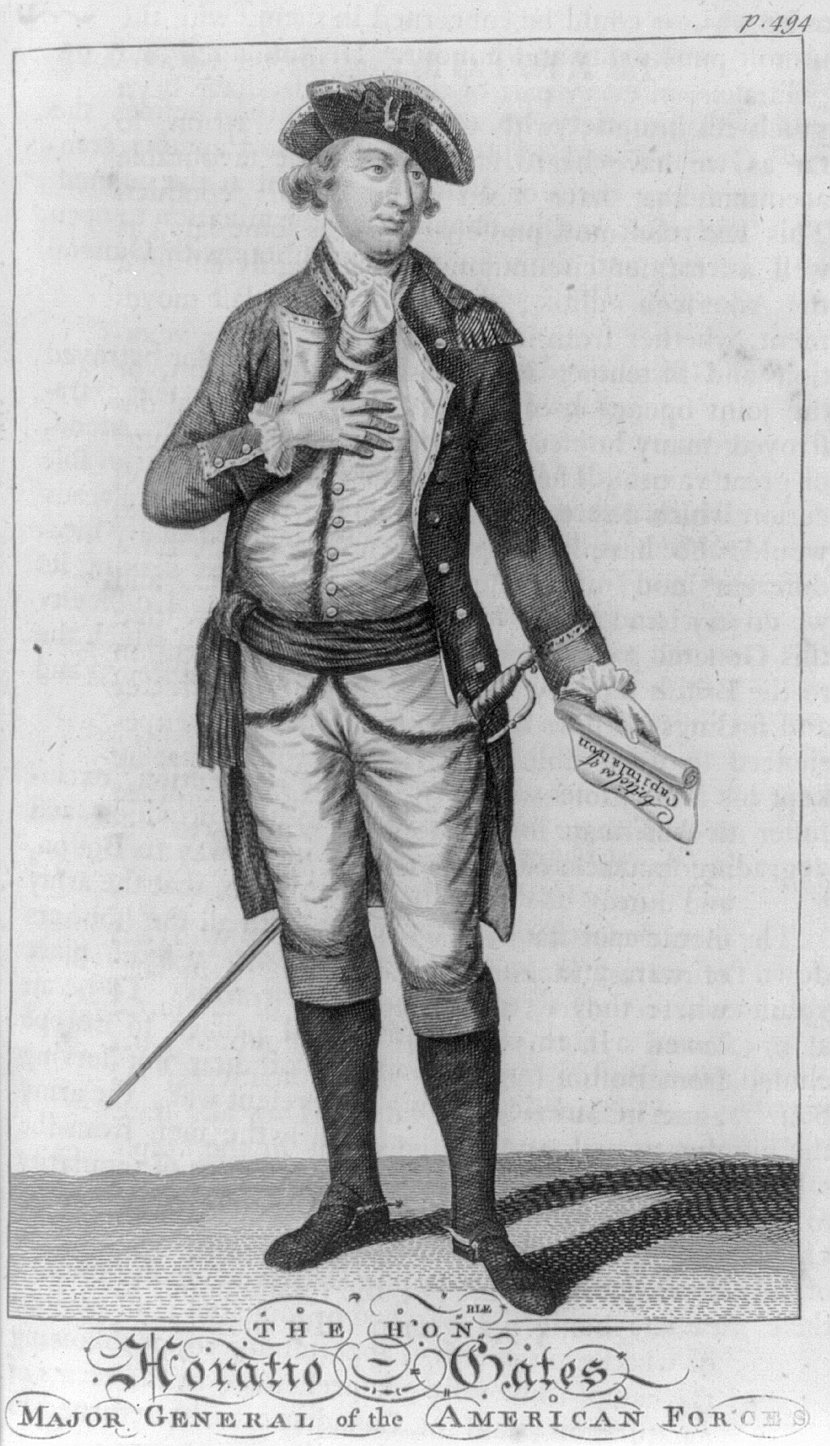
Гейтс в 1780 году

25 февраля Гейтс был торжественно встречен в лагере на реке Дип. Он принял командование Южным департаментом, при этом оставил Де Кальба командиром его соединения, которое теперь стало дивизией. Ко всеобщему удивлению, Гейтс приказал армии быть готовой начать наступление в любой момент, а через два дня действительно отдал приказ начать марш в Южную Каролину. Историк Пол Нельсон писал, что это была его первая крупная ошибка в этой кампании. Его армия была не готова к боевым действиям, и ничто не заставляло его спешить. Вероятно, его задели обвинения в пассивности при Саратоге, и он хотел показать, что способен на решительное наступление.
Де Кальб предложил ему наступать на юго-запад, через Солсбери и Шарлотт. Округа Роуан и Мекленбург были населены ирландскими шотландцами, которые были в основном враждебно настроены к Британии, и здесь армию было легко снабжать продовольствием. отсюда можно было бы атаковать Кэмден, а в случае неудачи отступить назад, в дружественно настроенные регионы.
Однако, Гейтс предложил другую дорогу, которая была на 50 миль короче, но проходила через безлюдные сосновые леса и болота, через которые сложно было везти обоз и артиллерию. Многочисленные ручьи могли стать непроходимыми в случае внезапного сильного дождя. Кроме того, этот путь пролегал через округ Кросс-Крик, населённый в основном лоялистами. Все офицеры армии были удивлены этим решением, а один полковник предложил Гейтсу изменить маршрут, и даже приложил подписи в поддержку этого предложения, на что Гейтс обещал созвать военный совет, но так и не созвал. 27 июля армия начала марш по маршруту Гейтса. У армии сразу начали проблемы с продовольствием, запасы в обозе кончились, и солдатам приходилось питаться незрелым зерном с полей. Гейтс обещал армии, что через два дня прибудут обозы с продовольствием, но они не пришли. Не прибывали и подкрепления: кавалерия Энтони Уайта и Уильяма Вашингтона, разбитая при Монкс-Корнер, просила помощи в наборе рекрутов, но Гейтс не стал помогать им и в итоге остался без кавалерии. Только 3 августа, на переправе через реку Пи-Ди, к армии присоединился отряд вирджинцев полковника Чарльза Портерфилда.
5 августа пришло письмо от Кэсвелла, который писал, что собирается атаковать британский пост. Опасаясь, что Кэсвелл будет разбит, Гейтс приказал своей голодной армии срочно идти на соединение с Кэсвеллом. 6 августа стало известно, что Кэсвелл отменил нападение, и сам находится в опасности и ему нужна помощь. 7 августа армия Гейтса присоединилась к Кэсвеллу, и таким образом Гейтс получил пополнение в размере 2100 северокаролинских ополченцев. Теперь Гейтс оказался в сложном положении. Впереди находился Кэмден, при наступлении на юг Кэмден остался бы в тылу, а при наступлении на север могло сложиться ощущение, что он отступает. Гейтс решил идти прямо на Кэмден. 11 августа он вышел к Литтл-Линч-Крик, и обнаружил, что британский отряд лорда Роудона занял позицию за рекой на господствующей высоте. Де Кальб предложил обойти противника с фланга и атаковать, но Гейтс не принял этого предложения. Понимая, что надо куда-то двигаться, Гейтс свернул с основной дороги вправо и дошёл до местечка Раглей. Перед Этим лорд Роудон вывел оттуда небольшой британский отряд и вместе с ним отступил в местечко Логтаун, которое было удобнее защищать, чем сам Кэмден. В Раглей к Гейтсу присоединился вирджинский отряд генерала Эдварда Стивенса численностью 700 человек.
В те же самые дни Гейтс получил сообщение от генерала Томаса Самтера, который писал, что собирается напасть на британский обоз, идущий к Кэмдену, и запрашивал подкреплений. Основной целью Гейтса был отряд Роудона и город Кэмден, после захвата которого упомянутый Самтером обоз в любом случае оказался бы в его руках, поэтому ему не было смысла помогать Самтеру, но Гейтс поступил необъяснимо: он отправил Самтеру два орудия, 300 северокаролинских ополченцев и 100 мэрилендских континенталов под общим командованием полковника Томаса Вулфорда. Так Гейтс ослабил свою армию на 400 человек, а Де Кальбу пришлось оставить два орудия, чтобы передать лошадей для этого отряда. В итоге артиллерия армии Гейтса сократилась до 6-и стволов.

## Корнуоллис в Кэмдене

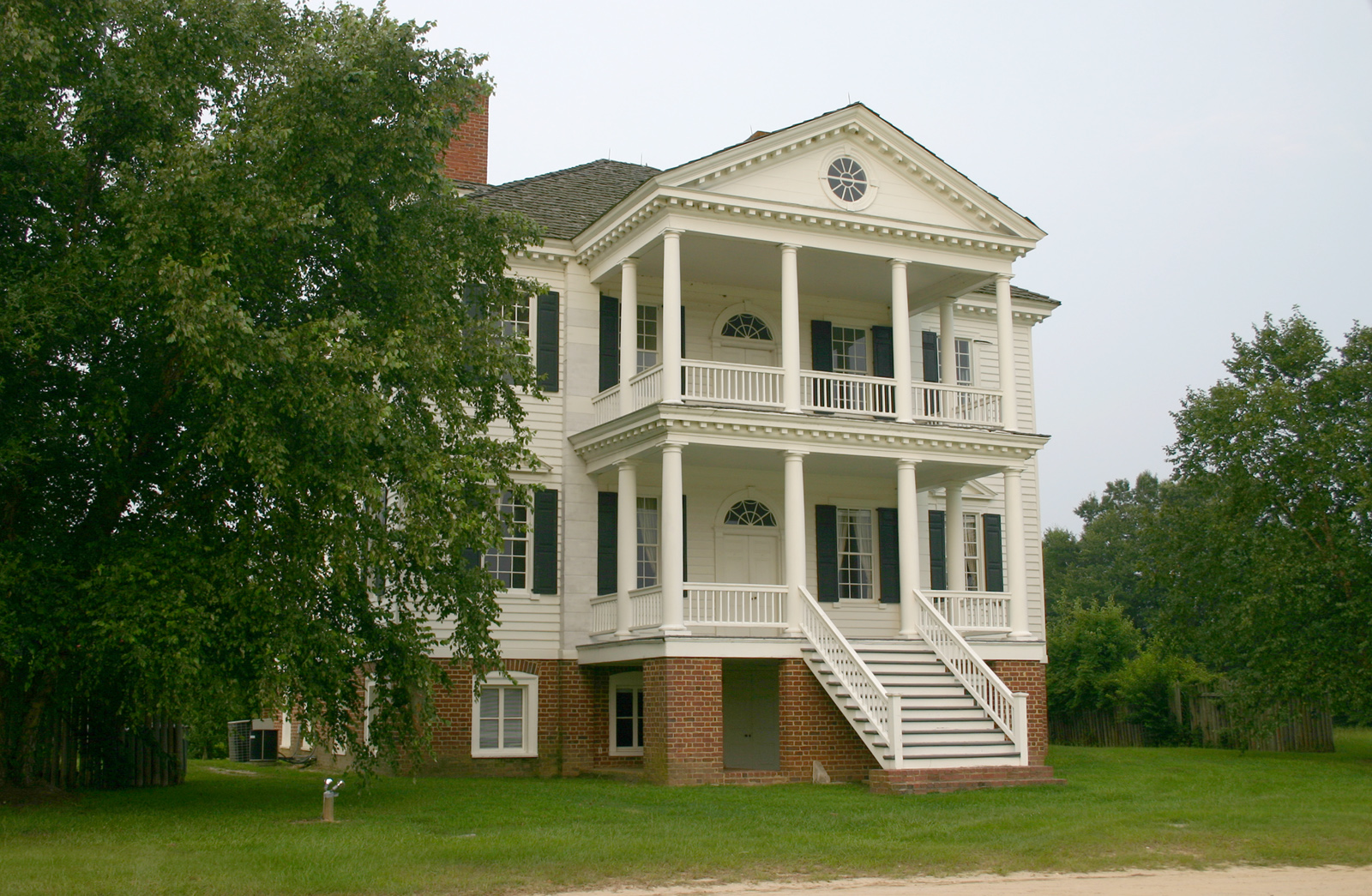
Дом Кершоу в Кэмдене, реконструкция 1977 года.

9 августа 1780 года лорд Корнуоллис узнал от Роудона о приближении Гейтса. Это был шанс одержать решительную победу, хотя Корнуоллис ожидал, что победа будет нелегкой. По слухам, американская армия насчитывала до 5000 человек (только континенталов), хотя Корнуоллис понимал, что слухи обычно бывают преувеличенными. Уже 10 августа его армия выступила из Чарльстона. Ему хотелось поскорее покинуть плоские болотистые окрестности Чарльстона и оказаться в сосновых лесах, удобных для маневрирования армией. Он прибыл в Кэмден ночью 13 августа и разметил штаб в доме коммерсанта Джозефа Кершоу. 14 августа он лично отправился изучать прилегающие леса. Ему важно было решить, стоит ли принимать бой под Кэмденом, или же лучше отступить к Чарльстону. Отряд Самтера в его тылу был опасен и усиливался, но по многим причинам Корнуоллис решил не отступать. Кэмден был относительно крупным поселением с большим количеством мельниц, и был важным символом королевской власти в этих краях. Корнуоллис решил драться при любых обстоятельствах, чтобы показать, что англичане останутся здесь надолго.
Кроме того, Кэмден производил много полезных товаров: индиго, чай, муку, кукурузу, ром, мясо, масло, табак, топоры, шляпы, то есть, всё то, в чём нуждалась британская армия. Несмотря на то, что в городе доминировало антибритански настроенное население, тут всё же было некоторое количество лоялистов, которые помогали поддерживать порядок. Помимо этого, примерно 800 человек армии Корнуоллиса лежали больными в Кэмдене, и он не мог быстро вывезти их в Чарльстон. «Мне пришлось бы бросить 800 больных и множество припасов, — объяснял он потом лорду Джермейну, — и я чувствовал, что могу потерять всю провинцию кроме Чарльстона и всю Джорджию кроме Саванны, и навсегда утратить доверие наших друзей в этой части Америки».
14 и 15 августа Корнуоллис попытался узнать что-то о положении и намерениях противника и даже заслал шпиона в штаб Гейтса: тот представился дружественным мэрилендцем и обещал Гейтсу приносить ему информацию о британцах.  15 августа Корнуоллис отправил кавалерию Тарлетона на разведку: кавалеристы захватили в плен трёх американцев, которые подтвердили, что Гейтс готовится к наступлению. Тарлетон отправил пленных к Корнуоллису, который лично допросил их, и пришёл к мнению, что их словам можно верить. Корнуоллис решил незамедлительно напасть на противника и разбить его в генеральном сражении в открытом поле.

## Состояние армий

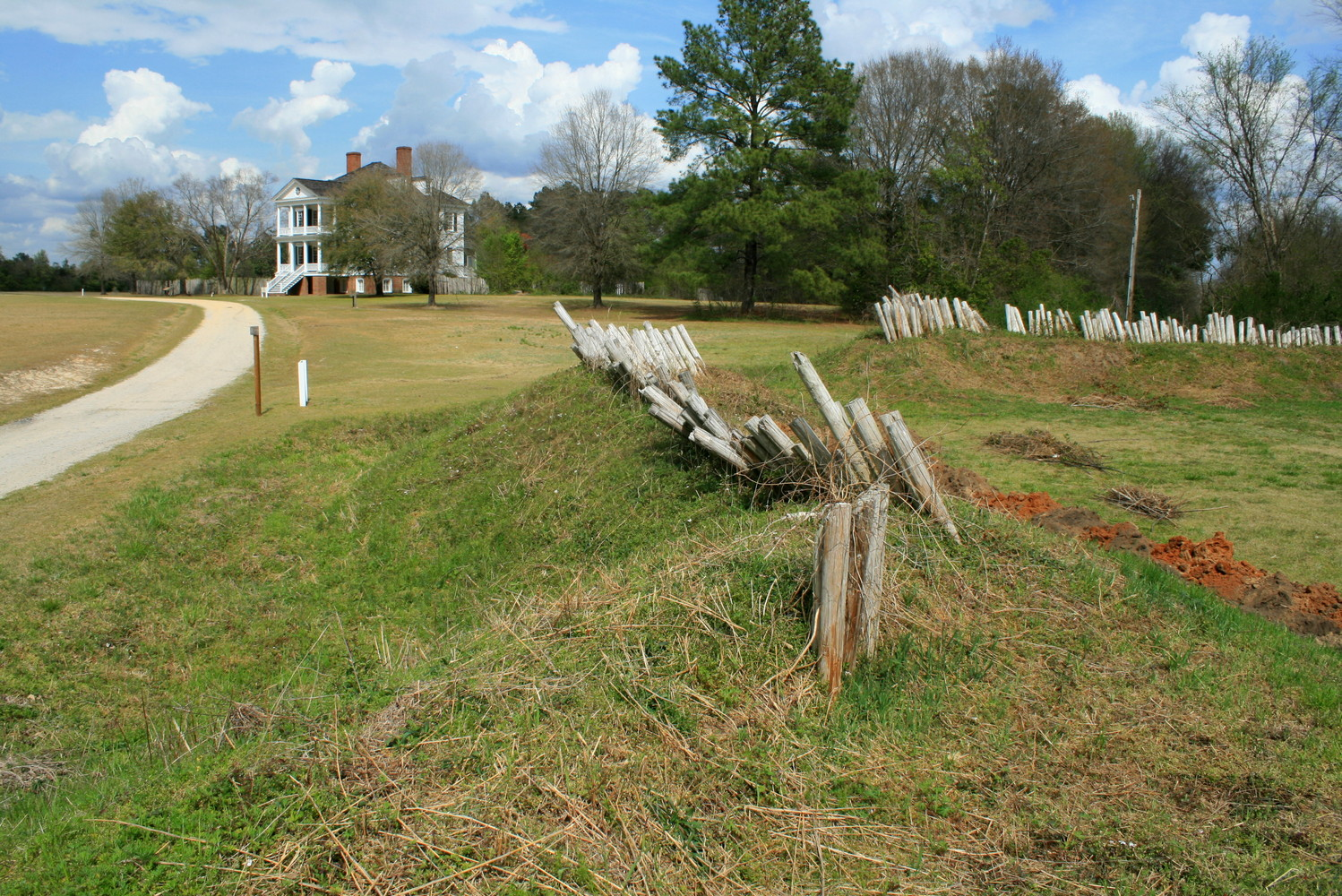
Юго-восточный редут Кэмдена и дом Кершоу

В распоряжении Корнуоллиса имелись три роты Королевских фузилеров (282 чел.), 33-й пехотный полк (283 чел.), 5 рот 71-го полка (237 чел.), Британский легион Тарлетона (289 чел.), Королевский северокаролинский полк (247 чел.), отряд ирландцев, дезертировавший из американской армии (287 чел.), 26 пионеров и 300 добровольцев. Всего было 1944 рядовых и офицеров, а общая численность отряда достигала 2239 человек.
У Гейтса, после выделения помощи для Самтера, остался отряд континенталов, который от болезней и дезертирства сократился примерно до 900 человек, 120 человек в отряде Арманда, 100 вирджинских лёгких пехотинцев, 2800 ополченцев Кэсвелла и Стивенса, 100 артиллеристов при 6-ти орудиях, и примерно 70 конных добровольцев. Всего рядовых и офицеров было 4100 человек, из которых 3052 были относительно пригодны к службе. Таким образом, армия Гейтса вдвое превосходила противника численно, но у Гейтса было всего 900 дисциплинированных континенталов, в то время как у Корнуоллиса было 1400 человек регулярных войск.

## Выдвижение армий

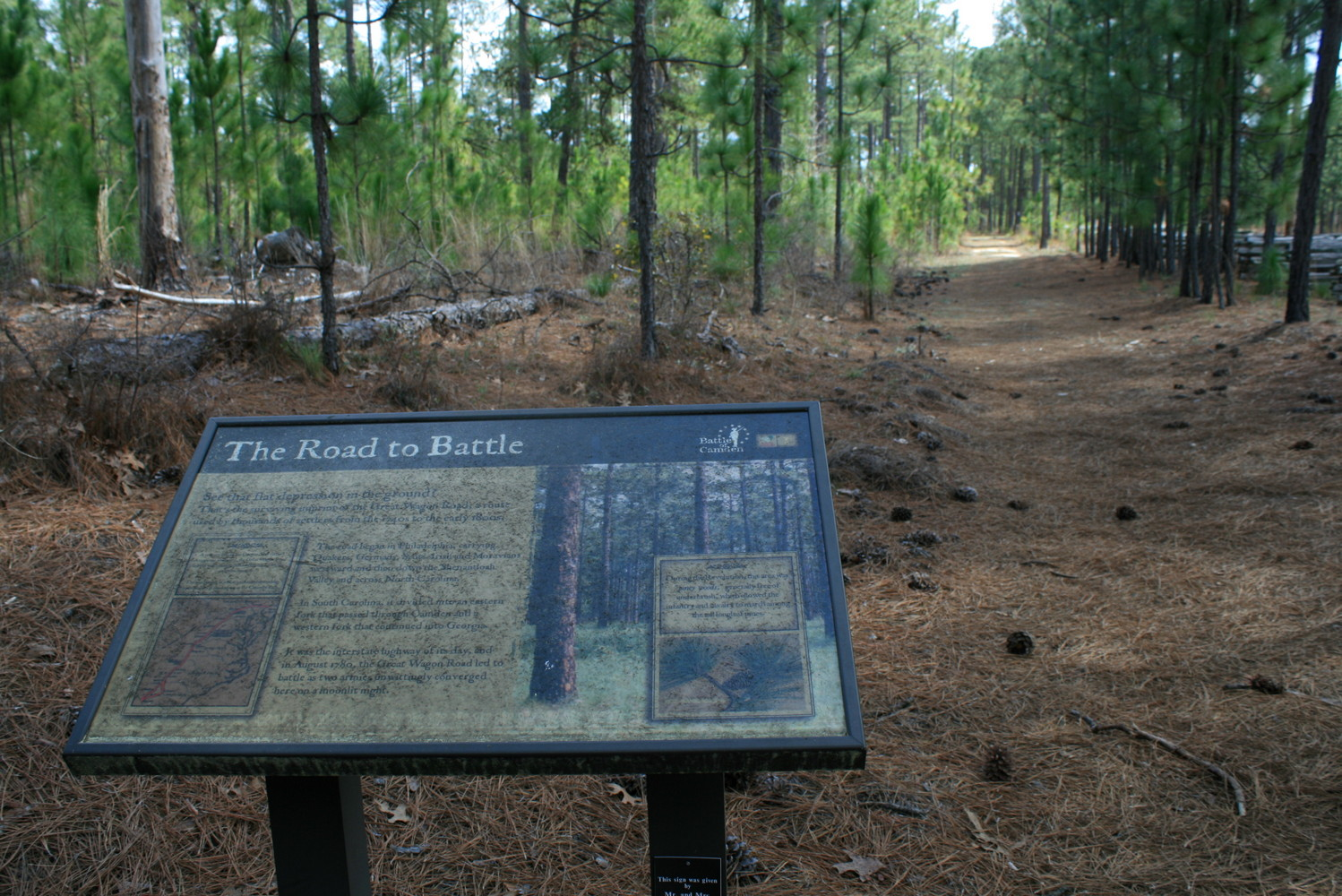
Дорога, по которой шла армия Гейтса

15 августа Гейтс решил выступить навстречу противнику к местечку Сандерс-Крик в 7-ми милях от Кэмдена. Он собрал офицеров и зачитал им приказ о начале ночного марша. Он не спросил их совета, и говорил так уверенно и решительно, что никто не стал возражать. После совета офицеры стали рассуждать, каким образом эта армия, состоящая на две трети из ополченцев, сможет грамотно построиться в колонны и совершить все приказанные манёвры ночью, в непосредственной близости от противника. Гейтс был уверен, что в его распоряжении 7000 человек. Офицеры произвели подсчёты и обнаружили, что в реальности в армии всего 3052 боеспособных рядовых и офицеров. Об этих подсчётах сообщили Гейтсу, но он ответил, что этих сил достаточно. Согласно приказу, марш должен был начаться в 22:00. В авангарде шёл отряд Арманда, за ним справа и слева от дороги шли два отряда ополченцев по 200 человек каждый. Затем шла 1-я и 2-я бригады континенталов, потом ополченцы Кэсвелла, ополченцы Стивенса, а в конце конные добровольцы и обоз. Арманд возразил против использования кавалерии в авангарде, поскольку перемещение кавалерии легко услышать, но Гейтс не обратил на это внимания. Он был уверен в победе. Считается, что он сказал: «Завтра я буду завтракать в Кэмдене с лордом Корнуоллисом за одним столом».
По случайному стечению обстоятельств, Корнуоллис и Роудон выступили навстречу Гейтсу в то же самое время, надеясь застать противника врасплох. Кавалерия Тарлетона шла в авангарде. Британцы были в хорошей физической форме и сумели пройти вдвое большее расстояние, чем их противник.

### Первое столкновение
Армия Гейтса начала марш тёмной безлунной ночью. Дорогу едва видели те, кто по ней шёл, и особенно трудно было фланговым отрядам, которые шли прямо через лес. Армия двигалась примерно 4 часа, когда прозвучали первые выстрелы между отрядом Арманда и кавалеристами Тарлетона. Британцы сразу же атаковали авангард Арманда, отбросили его назад, к континентальным бригадам, что привело к неразберихе во всей американской армии. Положение спасли фланговые отряды Портерфилда и Армстронга, которые отрыли беглый огонь по людям Тарлетона и заставили их отступить. Британские 23-й и 33-й пехотные полки развернулись поперёд дороги и удержали позицию. Американцы постепенно пришли в себя, построились в линию и около 15-ти минут вели перестрелку с британской пехотой. Но никто не хотел сражаться в темноте, поэтому перестрелка постепенно затихла.
В этой перестрелке американцы понесли серьёзную потерю: был убит Чарльз Портерфилд. Обе стороны захватили некоторое количество пленных, от которых узнали о состоянии армий друг друга. Гейтс был неприятно удивлён, когда обнаружил, что армия противника, численностью около 3000 человек, находится всего в 600 метрах от его позиций. Гейтс собрал на совет генералов и офицеров. Ещё была возможность отступить; Де Кальб был уверен, что именно это и произойдёт. Гейтс спросил командиров, как следует поступить, на их взгляд. Сначала никто не решался отвечать, но потом генерал Стивенс произнёс: «Мы должны сражаться! Поздно отступать. У нас нет выбора. Мы должны сражаться!». Тогда Гейтс сказал: «Тогда придётся сражаться. По постам, джентльмены».

## Сражение

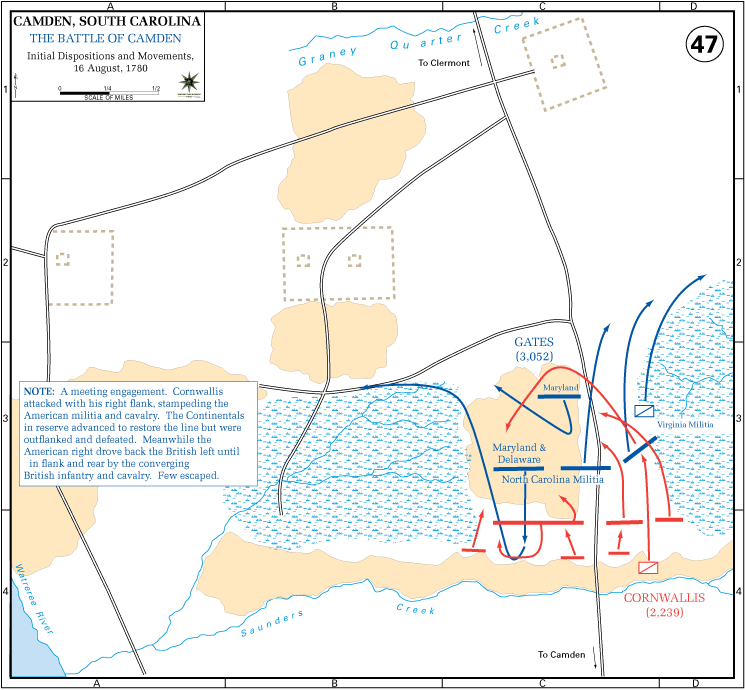
Карта сражения при Кэмдене

Обе армии встретились друг с другом в сосновом лесу, на узкой полосе суши между двумя болотами. Британская армия занимала самый узкий участок между болот, а американская немного более широкий, что означало, что в случае отступления американские фланги будут доступны для атак кавалерии. С другой стороны, у американской армии было преимущество: они занимали возвышенность и имели пути отступления. В то же время в тылу британской армии находилась река шириной 200 футов, которая могла бы серьёзно осложнить отступление.
Гейтс построил свою армию перед рассветом. Справа он поставил бригаду Мордехая Джиста: три мэрилендских полка и 1-й Делаверский полк. Северокаролинское ополчение Кэсвелла заняло центр. Вирджинцы Стивенса встали левее, а отряд Арманда занял крайний левый фланг. 1-я Мэрилендская бригада Смоллвуда была оставлена в тылу в виде резерва. Все шесть орудий были размещены в центре позиции.  Де Кальб командовал правым флангом и находился на позиции бригады Джиста. Гейтс со штабом находился примерно в 600 метрах позади центра.
Рано утром Корнуоллис изучил позицию противника. Сосновый лес был достаточно прозрачным и позволял рассмотреть американскую линию, несмотря на лёгкий туман. Корнуоллис сразу заметил слабость левого фланга противника, где стояли северокаролинцы и вирджинцы. Против них он решил поставить регулярные части. Таким образом, против сильнейшей части противника (континенталов) он решил поставить свои слабейшие части, а против ополченцев поставил свои сильнейшие полки.
Британский левый фланг строился напротив бригады Джиста. Там встали, справа на лево: ирландские добровольцы, пехота Тарлетона, северокаролинский полк и северокаролинские добровольцы Брайана. Всем флангом командовал лорд Роудон. На правом фланге встал 33-й пехотный полк, правее три роты 23-го полка, и ещё правее отряд лёгкой пехоты. Общее командование флангом принял подполковник Джеймс Вебстер (командир 33-го полка). 71-й полк с двумя орудиями стоял в резерве, и там же стояла кавалерия Тарлетона. С фронта стояли два 6-фунтовых орудия и три 3-фунтовых. Фланги британской армии упирались в болота.
Всю ночь между пехотными линиями шла хаотичная перестрелка. Когда немного рассвело, полковник Ото Уильямс обнаружил, что противник приближается, и его правый фланг разворачивается из колонн в линию. Капитан Синглтон (командир артиллерии) подтвердил, что видит то же самое, и что до противника всего 250 метров. Уильямс велел артиллерии открыть огонь и сразу доложил ситуацию Гейтсу. «Противник разворачивается на нашем правом фланге, сэр, — сообщил он, — это хороший шанс Стивенсу атаковать, пока они не построились». «Сэр, это верно. Пусть это будет исполнено», ответил Гейтс. Это был его первый и последний приказ за всё время сражения, и одновременно его последний приказ в этой войне.
Уильямс приказал Стивенсу атаковать, но вирджинские ополченцы Стивенса пошли в бой неохотно, а вскоре обнаружилось, что британская линия уже построена, поэтому вирджинцы стали отступать. Тогда Уильямс собрал 40 или 50 человек и подвёл их на 40 метров к позиции британцев. Он приказал укрываться за деревьями и вести бой в индейском стиле. В этот момент Корнуоллис велел Вебстеру атаковать всем флангом, и одновременно приказал Роудону открыть огонь по всему левому флангу. Вебстер легко отбросил отряд Уильямса и расстроенный отряд Стивенса. Британцы дали залп из мушкетов и бросились в штыковую атаку. Вирджинские ополченцы сделали несколько разрозненных выстрелов и стали отступать. «У нас тоже есть штыки, — крикнул Стивенс, — мы можем атаковать! Эй, парни, вы что ли не знаете, для чего нужны штыки?». Но ополченцы не умели пользоваться штыками, поэтому многие бросили мушкеты и побежали. Бегство вирджинцев произвело деморализующее впечатление на северокаролинцев: ни сделав ни единого выстрела, стали отходить. Бегущие, примерно 250 человек, расстроили порядки 1-й Мэрилендской бригады. И только северокаролинский полк подполковника Генри Диксона, который стоял ближе всех к континенталам, остался на позиции. Согласно иным описаниям, позицию удержал северокаролинский отряд Исаака Грегори, который вёл огонь, пока не кончился порох, а сам Грегори получил два штыковых ранения. Отряд отступил только когда был атакован с фронта и с фланга.
Когда ополчение бежало, на поле боя осталась только 2-я Мэрилендская бригада под командованием Джиста и Де Кальба. Резервная 1-я Мэрилендская бригада уже пришла в порядок, однако была ещё далеко от 2-й бригады. Де Кальб отправил приказ Смолвуду вести бригаду на соединение с ним, но Смолвуда не смогли найти. Тогда Уильямс принял командование бригадой и повёл её на помощь правому флангу, но британцы уже были между бригадами. Примерно 600 метров отделяли одну от другой, что заметил Корнуоллис и приказал Вебстеру развернуться фронтом и атаковать 1-й Мэрилендскую. Попав под атаку британцев, бригада отступила, снова построилась, и только после второй атаки обратилась в бегство.
2-я Мэрилендская тем временем уверенно держалась против ополченцев Корнуоллиса, несмотря на то, что их было примерно 600 человек против 1000. Они даже пошли в атаку, потеснили линию противника и захватили в плен 50 человек, но когда противник обошёл их левый фланг, им пришлось отступать. Вероятно, из-за дыма и пыли они не знали о бегстве 1-й Мэрилендской и не представляли себе положения на поле боя, поэтому оставались на позиции. Приказа на отступление не приходило, поэтому бригада продержалась на позиции почти час. Под Де Кальбом была убита лошадь, он получил сабельное ранение в голову, и всё равно отказался покинуть поле боя. Когда его бригада оказалась почти в полном окружении, Де Кальб снова повёл её в атаку и сумел прорвать линию противника, но после 11-ти ранений потерял сознание. Остатки бригады держались ещё какое-то время, но под конец были атакованы кавалерией Тарлетона и уничтожены. Через некоторое время майору Арчибальду Андерсону удалось собрать всего 60 человек, т.е. всё, что осталось от бригады Де Кальба. Тело самого Де Кальба лежало в поле, и кто-то хотел добить его штыком, но адъютант генерала, Шевалье де Бюссон, назвал его имя и звание. Генерала вынесли с поля боя, Корнуоллис заметил его, и велел передать британским санитарам. Де Кальб умер три дня спустя в Кэмдене.
Впоследствии стало известно, что генерал Гейтс покинул поле боя в первые минуты сражения, когда стало отступать ополчение. Он проскакал 60 миль до Шарлотта, и остановился только там.

## Последствия
Поражение при Кэмдене было полным, и его иногда называли самым тяжёлым поражением в истории американской армии. Рядовые и офицеры оказались разбросаны по лесам и болотам и с трудом находили друг друга. Кавалерия Тарлетона преследовала тех, кто отступал прямо по дороге, и захватила много пленных. В их числе оказался северокаролинский генерал Гриффит Разерфорд. В Раглей британцы обнаружили весь обоз американской армии, который не ушёл в Шарлотт вопреки приказам Гейтса. В руки Тарлетона попало 20 повозок с боеприпасами и всё лагерное имущество. Тарлетон прекратил преследование только тогда, когда его лошади совсем устали. Бегущие бросали своё оружие, что делало их лёгкой добычей местных лоялистов. Никто не знал места сбора. Те, кто отступал относительно организованно, добрались до Шарлотта. Туда же пришли остатки кавалерии Арманда. Мордехай Джист пришёл в компании двух или трёх человек, ещё несколько человек привёл Смолвуд. Так как в Шарлотте не нашлось продовольствия, а местность была непригодна для обороны, то остатки армии Гейтса пошли дальше, в Солсбери.
Ото Уильямс вспоминал, что в Солсбери шли жалкие остатки армии Юга, с ними множество семей каролинских патриотов и 300 союзных индейцев катоба, и кто-то двигался верхом, кто-то пешком, кого-то несли на носилках. Сержант Делаверского полка вспоминал, что Солсбери было первым местом, где люди смогли остановиться, а 24 августа генерал Смолвуд повёл армию в Хиллсборо, куда люди с трудом дошли к 6 сентября. Гейтс уже был там, он проделал путь в 200 миль за три с половиной дня и достиг Хиллсборо уже 19 августа. Всего в Хиллсборо пришло 700 человек. Гейтс попытался как-то реорганизовать этих людей. Все северокаролинцы покинули его, в некоторые вирджинцы пришли в лагерь, но у них заканчивались сроки службы, поэтому и они скоро ушли. Гейтсу пришлось иметь дело только с континенталами.
Гейтс свёл свои силы в полк из двух батальонов. 1-й, 3-й, 5-й и 7-й Мэрилендские полки стали первым батальоном под командованием майора Арчибальда Андерсона. 2-й, 4-й и 6-й Мэрилендские полки и Делаверский полк стали 2-м батальоном под командованием майора Генри Хардмана. Общее командование полком было передано полковнику Ото Уильямсу, подполковником стал Джон Игер Ховард. Остатки кавалерии были влиты в отряд Уильяма Вашингтона. Два орудия, некогда оставленные в Хиллсборо, теперь стали единственной артиллерией армии. Несколько позже к Гейтсу присоединился отряд полковника Бьюфорда (остатки отряда, разбитого в мае при Уаксхавсе и 200 рекрутов) и 50 лёгких пехотинцев Портерфилда. Получив эти пополнения, Гейтс переформировал войска в бригаду под командованием Уильямса.
20 августа отряд Фрэнсиса Мэриона обнаружил колонну пленных, которую британские военные и лоялисты вели в Чарльстон. Он напал на колонну, захватил в плен конвой и освободил 160 человек. Примерно половина из них вернулась в ряды армии, остальные же, сломленные поражением, разошлись по домам.
За день до сражения при Кэмдене Томас Самтер с отрядом в 700 человек (своих людей и подкреплений от Гейтса) всё же напал на британский обоз и захватил в плен 100 британских военных, 50 лоялистов и 40 повозок с военным имуществом. Узнав о разгроме Гейтса он стал отступать со всей добычей к Уотери. 18 августа его отряд встал лагерем в Фишинг-Крик, где его обнаружил Тарлетон с отрядом в 160 человек. Произошло сражение при Фишинг-Крик: Тарлетон внезапно атаковал лагерь, застал Самтера врасплох и полностью разгромил его отряд, убив 150 человек и взяв в плен 300 человек. Все британские пленные были освобождены и весь обоз удалось вернуть. Тарлетон потерял всего 16 человек. Самтеру удалось уйти в Шарлотт.

### Потери
Британские потери составили 324 человека: 2 офицера и 66 рядовых убито, 227 раненых и 11 пропало без вести. О потерях американцев точных записей нет. Предположительно 650 континенталов было убито, и попало в плен (в плен попали и все раненые). 100 северокаролинских ополченца было убито и 300 попало в плен. Вирджинское ополчение бежало почти сразу, поэтому только 3 вирджинца попали в плен. Континентальная армия в этом бою потеряла много офицеров: 3 было убито, 20 ранено, из них 14 попало в плен. Делаверский полк потерял полковника, подполковника, майора, и ещё 8 офицеров. Через несколько дней Фрэнсис Мэрион сумел отбить 160 пленных.

### Действия Корнуоллиса
После разгрома армии Гейтса генерал Корнуоллис мог считать Джорджию и Южную Каролину полностью завоёванными. Генерал Клинтон предположил, что теперь можно приступить к завоеванию Северной Каролины, если только это не осложнит положение в уже завоёванных колониях. Корнуоллис полностью поддерживал идею завоевания Северной Каролины, поскольку считал, что противник может оттуда совершать набеги на Южную Каролину. Завершив сражение, Корнуоллис сконцентрировал все свои силы в Кэмдене. Здесь к нему присоединился 7-й пехотный полк и некоторое количество лоялистов. Генерал свёл свои полки в две дивизии. В первую вошли 7-й, 23-й, 33-й и 71-й полки, ирландцы и северокаролинцы Брайана. 8 сентября этот отряд начал наступать к Уаксхавсу. Все остальные части вошли в дивизию под командованием Тарлетона, которая пошла на Уаксхавс параллельным курсом. 21 сентября дивизия Тарлетона была атакована отрядом полковника Уильяма Дэви при Уахабской плантации и понесла некоторые потери. 25 сентября Корнуоллис двинулся от Уаксхавса на Шарлотт, где 26 сентября произошло небольшое сражение при Шарлотте. В те же дни, двигаясь на север от Кэмдена, Корнуоллис приказал отряду Патрика Фергюсона вторгнуться в Северную Каролину, что привело к сражению при Кингс-Маунтин 7 октября. Отряд Фергюсона был разбит и сам он погиб. Корнуоллис решил, что эта победа даёт противнику шанс прорваться в его тылы и захватить форт Девяносто-шестой и Кэмден, поэтому 14 октября начал отступление назад, к Кэмдену.

### Оценки генерала Гейтса
Впоследствии было названо множество ошибок, которые совершил Гейтс ещё перед сражением. Он практически не прислушивался к мнению подчинённых; он выбрал неудобную дорогу на Кэмден через необитаемую местность; он не атаковал Лоудона на Линч-Крик; он отправил 400 человек Самтеру перед самым сражением; он слишком медленно наступал на Кэмден, чем дал время Корнуоллису соединиться с Роудоном; он бросил в атаку ополчение вместо регулярных войск. Вашингтон и Грин считали последний фактор основной причиной поражения: именно ополчение проявило себя плохо, а сама позиция и расположение войск было подходящим. Впоследствии Гейтса часто осуждали за бегство с поля боя, хотя по словам историка Джона Брэндоу это было самое разумное решение в данных обстоятельствах.
Поступки Гейтса перед сражением не объяснены по сей день. Не было организовано следствия, а сам Гейтс не оставил рапорта или мемуаров. Даже его личные бумаги не объясняют, почему он бросил армию ночью навстречу Корнуоллису. Даже самые близкие офицеры не были в курсе его планов. Его адъютант Ото Уильямс не понимал намерений генерала до самой своей смерти в 1794 году. В 1822 году были опубликованы его размышления по этому поводу. Он удивлялся, зачем Гейтс наступал так решительно, когда его армия была не готова к сражению? Почему он не ушёл в Уотри, где было много продовольствия и откуда было удобно тревожить противника? Только после публикации этих слов Уильямса последовал ответ от генерала Томаса Пинкни, другого адъютанта Гейтса. Он писал, что Гейтс не собирался атаковать Корнуоллиса, он хотел занять позицию около Кэмдена на реке Гренни-Крик, и тем отрезать противника от путей снабжения примерно так же, как он сделал это под Саратогой. Гейтс не знал о назначении Корнуоллиса, и полагал, что британцами командует лорд Роудон, которого он ценил невысоко. Фактически, Гейтсу просто не повезло, и это понимали современники, поэтому мало кто из участников сражения обвинял Гейтса в неудаче.
Гейтс оставался командиром Южного департамента до начала декабря 1780 года. Конгресс сразу же начал обсуждать, в какой мере он виноват в разгроме, и в итоге 5 октября проголосовал за то, чтобы сменить Гейтса и провести следствие по его делу. Новым командиром департамента стал Натаниель Грин, которому потребовалось два месяца на то, чтобы добраться до армии, поэтому все работы по реорганизации и восстановлению армии достались Гейтсу. Следствие по делу Гейтса так и не началось, никто не предъявил ему обвинений, но репутация его была испорчена. Почти два года Гейтс находился практически в отставке, добиваясь формального следствия, но только 14 августа 1782 года Конгресс отменил постановление о следствии, а осенью Гейтса вернули в армию. Он присоединился к армии Вашингтона в Ньюберге и стал командовать её правым флангом.
Джордж Вашингтон, по выражению Рона Черноу, имел привычку «позволять своим противникам самим рыть себе могилу», поэтому никак не прокомментировал исход сражения. Обсуждая ситуацию с Конгрессом, он обошёл стороной поведение Гейтса и напомнил, что у ополчения нет навыков борьбы с регулярными войсками. Гейтс был его последним серьёзным политическим противником, и с его отставкой доминирование Вашингтона стало полным. Ситуация позволила ему вернуть к командованию своего сторонника, генерала Грина, ранее скомпрометированного неудачей при форт-Вашингтон.

### Поле боя

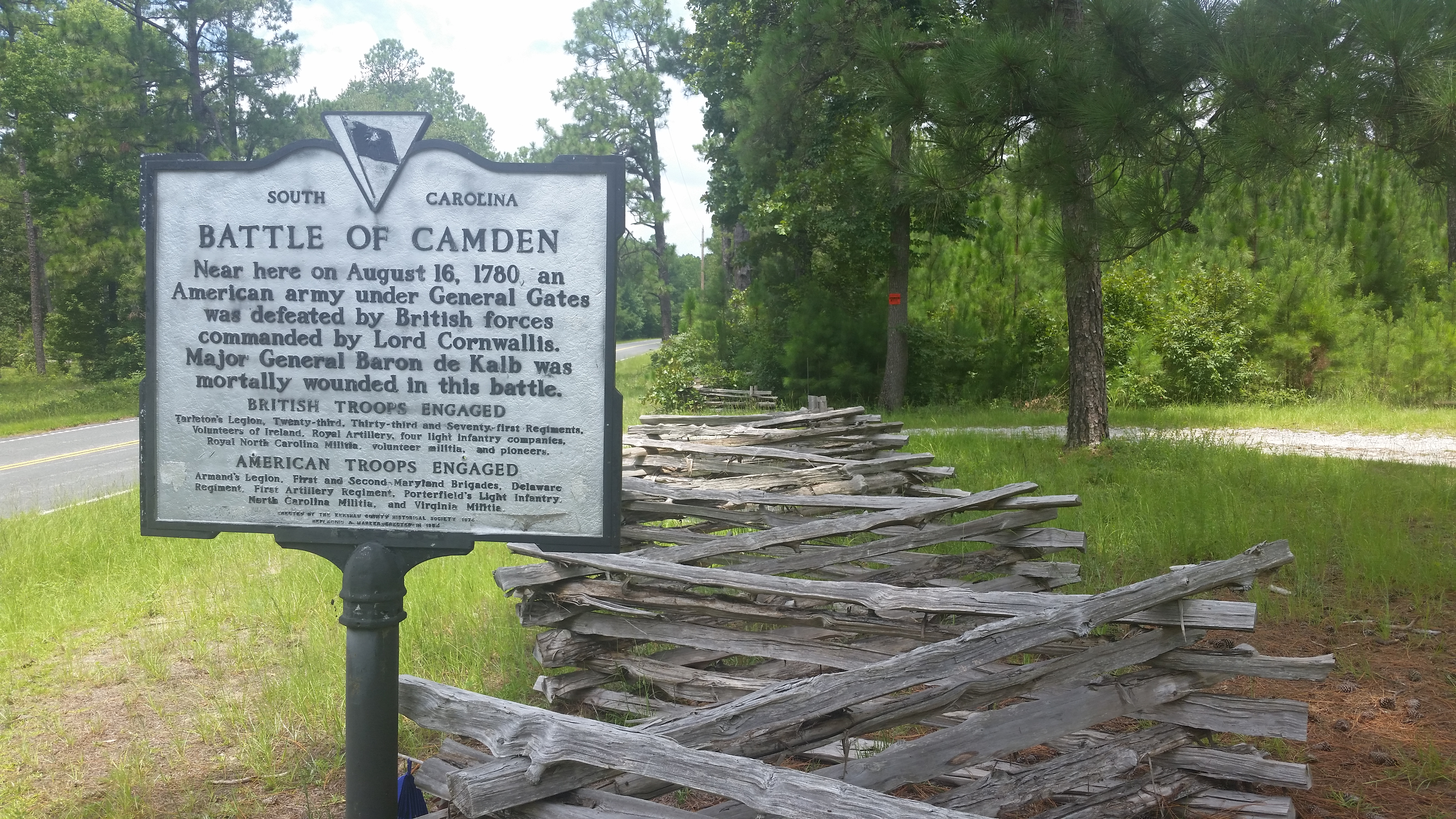
Исторический маркер на поле боя.

Ещё в 1786 году, по свидетельству современников, на поле боя можно было увидеть повреждённые деревья, и незахороненные кости людей и лошадей. К 1830 году уже никаких следов сражения не сохранилось. Историк Бенсон Лоссинг посетил поле боя в 1849 году. Он писал, что на некоторых деревьях ещё можно видеть признаки повреждений пулями. Ему рассказывали, что некоторые люди специально срубали сосны в поисках таких пуль. Впоследствии многие сосны были вырублены, и на их месте начали расти дубы. Ещё в 1905 году существовала сосна, под которой умирал Де Кальб, но в 1909 году на её месте был установлен каменный обелиск. В начале 1930-х годов часть поле боя стала собственностью семьи Хэрон. Один из членов этой семьи вспоминал, что в юности собирал в земле целые вёдра пуль. Организация Дочери американской революции в 1912 году выкупила акр земли вокруг монумента Де Кальба, а к 1942 году выкупила ещё 5 акров. Первое археологическое исследование поля боя произошло в 1998 году.
В 1961 году Кэмденское поле боя получило статус Национального исторического памятника. На поле был установлен официальный маркер. Кроме него на территории находятся ещё восемь стендов и памятников: обелиск Де Кальба, маркер Battle of Camden, стенды Pursued Beyond the Battlefield, Panic and Valor, The Road to Battle, Defeat in the Center, и Driven from the Field.

## В кинематографе
Сражение при Кэмдене показано в фильме Роланда Эммериха «Патриот». Критики обращали внимание на многочисленные исторические неточности всего фильма и сражения в частности. Создатели фильма утверждали, что пользовались британскими пехотными уставами 1764 года, хотя в 1780 году британцы уже сильно изменили свои тактические приёмы. Они не наступали шагом сомкнутыми рядами, а часто двигались бегом, иногда вообще не стреляя, полагаясь в основном на штыки. Авторы допустили и неточности в форме, одев драгун в красные мундиры вместо зеленых, чтобы британские драгуны были более узнаваемы зрителем.

### Статьи
- Brandow, John H. Horatio Gates (англ.) // Proceedings of the New York State Historical Association. — Cornell University Press, 1903. — Vol. 3. — P. 9-19.
- Davis, Robert Scott. Thomas Pinckney and the Last Campaign of Horatio Gates (англ.) // The South Carolina Historical Magazine. — South Carolina Historical Society, 1985. — Vol. 86, iss. 2. — P. 75-99.
- Nelson, Paul David. Horatio Gates in the Southern Department, 1780: Serious Errors and a Costly Defeat (англ.) // The North Carolina Historical Review. — North Carolina Office of Archives and History, 1973. — Vol. 50, iss. 3. — P. 256-272.